# 隅田満寿代
隅田 滿壽代（すみだ ますよ、1874年 - 1936年6月26日）は、日本の女優である。新字体表記隅田 満寿代。初期芸名隅田 ます江（すみだ ますえ）、キャリアの後期に新興キネマに所属して以降は隅田 ます代とクレジットされることが多かった。ほかにも隅田 万寿代、隅田 ますよ、隅田 満州代、隅田 マスヨ、住田 ますよと表記に揺れがある。50代で映画女優になり、多くの作品で老け役をこなしたことで知られる。

## 人物・来歴
1874年（明治7年）、北海道に生まれる。
1925年（大正14年）、満51歳で帝国キネマ演芸に入社した、とされるが、記録に残る最初の映画出演は、同社小坂撮影所が製作した『情熱の火』（監督中川紫朗）で、同作は、1924年（大正13年）3月20日に公開されている。翌年の同社内紛においては、アシヤ映画製作所に所属して映画に出演、内紛平定後は同社芦屋撮影所に所属した。同年9月3日に公開された『隼七之助 後篇』（監督馬場春宵）を最後に同社を去り、マキノ省三が同年6月に京都に設立したマキノ・プロダクションに移籍した。1928年（昭和3年）からの一時期、東京の河合映画製作社の作品に出演した記録があるが、1929年（昭和4年）7月12日に公開された『悪の華七部集の内直助権兵衛』（監督鈴木桃作）を最後に、マキノに復帰している。同年7月25日には、牧野省三が亡くなっており、同年9月にマキノ正博を核とした新体制が発表になったが、隅田の名は、「俳優部女優」には見当たらない。その後、新体制下のマキノ・プロダクションは財政が悪化し、1930年（昭和5年）2月28日に公開された『祇園小唄絵日傘 第一話 舞の袖』（監督金森万象）を最後に退社している。
マキノ退社後、松竹下加茂撮影所を経て、1931年（昭和6年）には、京都の新興キネマに移籍、以降、「隅田 ます代」とクレジットされるようになる。1935年（昭和10年）には、東京に新設された新興キネマ東京撮影所に異動になり、現代劇のサウンド版やトーキーにも出演した。東京撮影所では「隅田 満寿代」とも「隅田 万寿代」ともクレジットされている。
1936年（昭和11年）4月15日に公開された『浮かれ桜』（監督曾根千晴）に出演後、「貧血補充不可能症」「脂肪過多症」で東京府東京市（現在の東京都）の慶應義塾大学病院に入院、同年6月26日、死去した。満62歳没。

## フィルモグラフィ
クレジットはすべて「出演」である。公開日の右側には役名、および東京国立近代美術館フィルムセンター（NFC）、マツダ映画社所蔵等の上映用プリントの現存状況についても記す。同センター等に所蔵されていないものは、とくに1940年代以前の作品についてはほぼ現存しないフィルムである。資料によってタイトルの異なるものは併記した。

### 帝国キネマ演芸芦屋撮影所
特筆以外すべて製作は「帝国キネマ演芸芦屋撮影所」、配給は「帝国キネマ演芸」、すべてサイレント映画である。
- 『情熱の火』 : 監督中川紫朗、製作帝国キネマ演芸小坂撮影所、配給帝国キネマ演芸、1924年3月20日公開 - お浪の母 （「隅田ます江」名義）
- 『初恋の頃』 : 監督松本英一、製作アシヤ映画製作所、配給帝国キネマ演芸、1925年4月30日公開 - 林田の母君子
- 『琵琶歌』 : 監督松本英一、製作アシヤ映画製作所、配給帝国キネマ演芸、1925年5月14日公開 - その母お辰
- 『去り行く影』 : 監督佐藤喜一郎（佐藤樹一路）、1925年8月11日公開 - その母お霜 （「隅田マスヨ」名義）
- 『隼七之助 後篇』 : 監督馬場春宵、1925年9月3日公開 - 女房お縫 （「隅田ます江」名義）

### マキノプロダクション御室撮影所
すべて製作は「マキノプロダクション御室撮影所」、配給は「マキノ・プロダクション」、すべてサイレント映画である。
- 『糸の乱れ 後篇』 : 監督沼田紅緑、1925年10月23日公開 - 吉弥の母
- 『復讐と兄弟』 : 監督勝見正義、1925年12月18日公開 - 妻おしの （「隅田万寿代」名義）
- 『黒髪地獄 前後篇』 : 監督沼田紅緑、1925年12月25日公開 - 女房おぎん
- 『修羅八荒 第一篇』 : 総監督マキノ省三、監督二川文太郎・勝見正義・橋本佐一呂、1926年2月15日公開 - 小新婆さん （「隅田ます代」名義）
- 『修羅八荒 第二篇』 : 総監督マキノ省三、監督二川文太郎・勝見正義、1926年3月3日公開 - 小新婆さん （「隅田ます代」名義）
- 『孔雀の光 第二篇』 : 監督沼田紅緑、1926年3月19日公開 - 松原北の方 （「隅田万寿代」名義）
- 『愚恋の巷 武家気質』 : 監督二川文太郎、1926年7月15日公開 - 式部の母波路 （「隅田ます代」名義）
- 『どんどろ堀』 : 監督二川文太郎、1926年10月1日公開 - 母親おせん （「隅田ます江」名義）
- 『どんぐり長屋』 : 監督曾根純三、1926年10月1日公開 - 女房おとら （「隅田ます江」名義）
- 『照る日くもる日 第一篇』 : 監督二川文太郎、1926年11月7日公開 - 老女お六 （「隅田ます江」名義）
- 『照る日くもる日 第二篇』 : 監督二川文太郎、1926年11月26日公開 - 老女お六 （「隅田ます江」名義）
- 『喧嘩買兵衛』 : 総監督マキノ荘造（マキノ省三）、監督勝見正義、製作勝見庸太郎プロダクション、1927年1月14日公開 - 買兵衛の母 （「隅田万寿代」名義）
- 『稲妻 前篇』 : 総監督牧野荘造（マキノ省三）、監督人見吉之助・中島宝三、1927年2月17日公開 - 母竹野

### 河合映画製作社
すべて製作・配給は「河合映画製作社」、すべてサイレント映画である。
- 『串本情話湖の岬に燈台あれど』 : 監督松本英一、1928年5月18日公開 - 役名不明 （「隅田ます代」名義）
- 『笠森お仙』 : 監督丘虹二、1929年1月25日公開 - 丹下の母 （「隅田ます代」名義）
- 『異説 番町皿屋敷』 : 監督丘虹二、1929年4月5日公開 - 伯母秋篠 （「隅田万寿代」名義）
- 『悪の華七部集の内直助権兵衛』 : 監督鈴木桃作、1929年7月12日公開 - お松 （「隅田万寿代」名義）

### マキノプロダクション御室撮影所
すべて製作は「マキノプロダクション御室撮影所」、配給は「マキノ・プロダクション」、すべてサイレント映画である。
- 『奴浪人』 : 監督中島宝三、1929年11月22日公開 - お勘婆 （「隅田万寿代」名義）
- 『娘義太夫』 : 監督人見吉之助、1929年11月28日公開 - 養母おいく
- 『祇園小唄絵日傘 第一話 舞の袖』 : 監督金森万象、監督補吉田信三、1930年2月28日公開 - 吉喜久女将 （「隅田ます代」名義）

### 松竹下加茂撮影所
すべて製作は「松竹下加茂撮影所」、配給は「松竹キネマ」、すべてサイレント映画である。
- 『冬木心中』 : 監督冬島泰三、1930年5月30日公開 - おとく （「住田ますよ」名義）
- 『かごや大納言』 : 監督二川文太郎、1931年7月15日公開 - 老女

### 新興キネマ
すべて製作・配給は「新興キネマ」（京都）、すべてサイレント映画、特筆以外はすべて「隅田ます代」名義である。
- 『日の丸若衆』 : 監督後藤岱山、製作大衆文芸映画社、配給新興キネマ、1931年12月24日公開 - 兵馬の母眞弓 （「隅田万寿代」名義）
- 『悲しみの天使』 : 監督印南弘、1932年3月17日公開 - 俊子の母
- 『不如帰』 : 監督木村恵吾、1932年4月8日公開 - 乳母お磯
- 『享保旗本くづれ』 : 監督中島宝三、1932年4月27日公開 - 乳母お辻
- 『月魄』 : 監督渡辺新太郎、1932年5月25日公開 - 喬の母お石
- 『佳人よ何処へ』 : 監督福西譲治、製作大衆文芸映画社、配給新興キネマ、1932年6月1日公開 - あけみの母嘉子 （「隅田満州代」名義）
- 『草笛を吹きつゝ』 : 監督清涼卓明、1932年6月4日公開 - 敏夫の老母
- 『伊太八縞』 : 監督松田定次、1932年6月30日公開 - お俊の母
- 『愛に栄光あれ』 : 監督印南弘、1932年7月6日公開 - その母
- 『彼女の運命』 : 監督高見貞衛、1932年8月19日公開 - 辰雄の母奈良栄
- 『新祇園小唄』 : 監督曾根純三、1932年9月1日公開 - お歌
- 『姿なき怪盗 前篇』 : 監督曾根純三、1932年9月22日公開 - 谷山くめ
- 『水上制覇のかげに』 : 監督松石修、1932年9月29日公開 - 哲夫の母
- 『愛と憎しみ 涙の惨劇』 : 監督中島宝三、1932年10月29日公開 - 老母ふさ、71分尺で現存（NFC所蔵[5]）
- 『女大学誓の巻』 : 監督木村恵吾、1932年11月10日公開 - 長吉の母
- 『姿なき怪盗 後篇』 : 監督曾根純三、1932年11月17日公開 - 谷山くめ
- 『剣侠一代男』 : 監督中島宝三、1932年12月25日公開 - 勝間の母増江
- 『栄え行く道』 : 監督曾根純三、1933年1月7日公開 - 敏夫の母貞子
- 『夢の花嫁』 : 監督曾根純三、1933年1月22日公開 - 和夫の母
- 『銃後の勝利』 : 監督田中重雄、1933年2月8日公開 - 柳沢の母
- 『静子の話』 : 監督寿々喜多呂九平、1933年2月10日公開 - おせき
- 『山を守る兄弟 前篇』 : 監督並木鏡太郎、製作嵐寛寿郎プロダクション、配給新興キネマ、1933年3月1日公開 - 老婆
- 『山を守る兄弟 後篇』 : 監督並木鏡太郎、製作嵐寛寿郎プロダクション、配給新興キネマ、1933年3月24日公開 - 老婆
- 『隠密一代男』 : 監督白井戦太郎、製作嵐寛寿郎プロダクション、配給新興キネマ、1933年4月21日公開 - 梅花尼
- 『あなたの彼女に御用心』 : 監督曾根純三、1933年7月6日公開 - 住友の母
- 『半次月夜の唄』 : 監督松田定次、1933年8月3日公開 - 下宿屋の女将
- 『雪の肌蜻蛉組』 : 監督広瀬五郎、1933年8月9日公開 - 用助の母おみね
- 『秋祭深川音頭』 : 監督押本七之助、1933年9月7日公開 - 平左衛門の女房おくら
- 『晴れ晴れ左門』 : 監督松田定次、1933年10月19日公開 - 婆やお村
- 『弥太五郎懺悔』 : 監督石田民三、1933年10月26日公開 - お吉
- 『赤い唇』 : 監督川手二郎、1933年製作・公開 - 下宿のおばさん
- 『春告鳥』 : 監督東坊城恭長、1933年12月31日公開 - 母
- 『魂の影絵』 : 監督広瀬五郎、1934年2月22日公開 - 内蔵助の母
- 『天保水滸伝』 : 監督松田定次、1934年3月21日公開 - 源作の母
- 『おせん』 : 監督石田民三、1934年5月31日公開 - おせんの母お岸
- 『巨人街』 : 監督田中重雄、1934年9月13日公開 - 銀太郎の母お網

### 新興キネマ東京撮影所

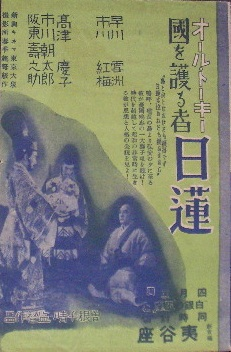
『国を護る者日蓮』（1935年）公開時のチラシ。

特筆以外すべて製作は「新興キネマ東京撮影所」、配給は「新興キネマ」、特筆以外はサイレント映画、特筆以外はすべて「隅田ます代」名義である。
- 『鼻唄奇兵隊』 : 監督金田繁、1935年2月28日公開 - お由紀の母
- 『民衆の太陽』 : 監督上野真嗣、サウンド版、1935年2月28日公開 - 君子の母
- 『国を護る者日蓮』[8]（『国を護る日蓮』[3]） : 監督曾根千晴（曾根純三）、トーキー、1935年4月7日公開 - 日蓮の母梅菊 （「隅田満寿代」名義）
- 『男三十前』 : 監督牛原虚彦、製作高田プロダクション、配給新興キネマ、トーキー、1935年5月15日公開 - 患者の老婆 （「隅田満寿代」名義）
- 『恋の浮島』 : 監督川手二郎、サウンド版、1935年6月26日公開 - 竜吉の母お種 （「隅田満州代」名義）
- 『花嫁学校』 : 監督鈴木重吉、トーキー、1935年7月1日公開 - 生花の先生
- 『脱線三銃士』 : 監督寿々喜多呂九平、サウンド版、1935年8月8日公開 - 且の母かつ （「隅田満州代」名義）
- 『右門捕物帖 花嫁地獄変』 : 監督二川文太郎、製作嵐寛寿郎プロダクション、配給新興キネマ、トーキー、1935年11月16日公開 - 右門宅の雇い婆
- 『己が罪』 : 監督西鉄平、部分発声版、1936年1月15日公開 - お初 （「隅田万寿代」名義）
- 『乙女橋』 : 監督川手二郎、トーキー、1936年1月25日公開 - お里の母、54分尺で現存（NFC所蔵[5]）
- 『半島の舞姫』 : 監督今日出海、トーキー、1936年4月1日公開 - 白雪姫の母 （「隅田万寿代」名義）
- 『浮かれ桜』 : 監督曾根千晴（曾根純三）、1936年4月15日公開 - お源婆さん （「隅田万寿代」名義）